# Xã West Point, Quận Butler, Iowa
Xã West Point (tiếng Anh: West Point Township) là một xã thuộc quận Butler, tiểu bang Iowa, Hoa Kỳ. Năm 2010, dân số của xã này là 1.409 người.